# Hall-Nunatakker
Die Hall-Nunatakker sind eine Gruppe aus vier Nunatakkern im ostantarktischen Mac-Robertson-Land. In der Aramis Range der Prince Charles Mountains ragen sie 10 km ostsüdöstlich des Mount Bunt auf.
Luftaufnahmen der Australian National Antarctic Research Expeditions aus dem Jahr 1960 dienten ihrer Kartierung. Das Antarctic Names Committee of Australia benannte sie nach Ross G. Hall, Dieselaggregatmechaniker auf der Wilkes-Station im Jahr 1964.